# BRIT Awards/International Artist
Der BRIT Award for International Artists wurde von 1983 bis 1985 von der British Phonographic Industry (BPI) im Rahmen der jährlichen BPI Awards (später: BRIT Awards) verliehen. Der Award wurde an internationale Künstler und Künstlergruppen vergeben.
Die Gewinner und Nominierten werden von einem Komitee bestehend aus über eintausend Mitgliedern gewählt. Das Wahlkomitee besteht aus verschiedenen Mitarbeitern von Plattenfirmen und Musikzeitschriften, Manager und Agenten, Angehörigen der Medien sowie vergangene Gewinner und Nominierte.
Nach 1986 wurde die Kategorie aufgelöst. Ersetzt wurde die durch den Best International Artist of the Year für Einzelkünstler und International Group für Gruppen. Später wurde der Award für Einzelkünstler in nach Geschlechtern in den BRIT Award für International Male Solo Artist und den BRIT Awards für International Female Solo Artist getrennt. Diese Trennung wurde für die BRIT Awards 2022 wieder aufgehoben, um auch nicht-binäre Künstler auszeichnen zu können.

## Übersicht
| Jahr | Gewinner                    | Nominierte                                                     |
| ---- | --------------------------- | -------------------------------------------------------------- |
| 1983 | Kid Creole and the Coconuts | - Barry Manilow - Julio Iglesias                               |
| 1984 | Michael Jackson             | - Billy Joel - Hall & Oates - Lionel Richie - Men at Work      |
| 1985 | Prince and The Revolution   | - Bruce Springsteen - Lionel Richie - Michael Jackson - ZZ Top |

## Statistik
| Nominierungen | Künstler        |
| ------------- | --------------- |
| 2             | Michael Jackson |
| 2             | Lionel Richie   |